# Рудак
Рудак — селище в Україні, у Середино-Будській міській громаді Шосткинського району Сумської області. Населення становить 48 осіб. До 2020 орган місцевого самоврядування — Середино-Будська міська рада.

## Географія
Селище Рудак знаходиться на відстані 1,5 км від міста Середина-Буда, за 1-н км від села Сорокине, за 1,5 км від селища Зарічне.

## Символіка
На гербі на зеленій смузі зображений рудий лис, на червоній смузі два камінчики руди, на жовтій зображено листочок конюшини. Рудий лис і руда на червоному (рудому) тлі ведуть до назви населеного пункту (герб є промовистий). Листочок конюшини, який нагадує хрест, символізує село Чернацьке, звідки походять засновники села. Жовтий колір - поля біля села.

## Історія
Точний час заснування селища невідомий. За твердженням місцевих жителів, Рудак був заснований на початку 20-х років минулого століття переселенцями з села Чернацьке. Однак в архівних документах його назва зустрічається на кілька десятиліть раніше — наприклад, у військових документах Івана Яковича Агєєва, покликаного на військову службу Середино- Будського РВК Сумської області в 1941 році, дата і місце народження вказано — «хутір Рудак, 1897 рік» (ЦАМО, фонд № 58, опис № 18002, справа № 1593), Івана Парфіловіча Дубінчіна — «хутір Рудак, 1915 рік» (ЦАМО, фонд № 58, опис № 18001, справа № 207), Михайла Павловича Журика — «хутір Рудак, 1917» (ЦАМО, фонд № 58, опис № 18002, справа № 177).
До 1923 року Рудак вже був значним населеним пунктом і налічував 22 двори, в яких проживав 151 житель. У 1926 році в ньому значилося 25 дворів і 153 жителя, в 1940 році — 43 двори і близько 200 жителів, а в 1950-х роках — 45 дворів і 250 жителів. У післявоєнні роки в селищі працювала початкова школа, клуб, дитячий садок і магазин.
Починаючи з 60-х років минулого століття, кількість дворів і чисельність жителів у Рудаку почала поступово знижуватися. Якщо в 1989 році в ньому ще проживало 45 жителів, то на 1 січня 2008 залишилося всього 38 жителів.
12 червня 2020 року, відповідно до Розпорядження Кабінету Міністрів України № 723-р «Про визначення адміністративних центрів та затвердження територій територіальних громад Сумської області» увійшло до складу Середино-Будської міської громади.
19 липня 2020 року,  в результаті адміністративно-територіальної реформи та ліквідації Середино-Будського району, село увійшло до Шосткинського району.
22 серпня 2024 року від обстрілів російської артилерії постраждали населені пункти Бачівськ, Рудак, Нововасилівка, Чернацьке, Порозок, Славгород, Карповичі, Грабовське та Покровка. Про це повідомили повідомили в Генштабі ЗСУ у зведенні о 16.00.  